# 温琴佐·博尼
温琴佐·博尼（義大利語：Vincenzo Boni，1988年3月1日—），意大利男子游泳运动员。他曾代表意大利参加2016年和2020年夏季残疾人奥林匹克运动会游泳比赛，其中2020年夏季残奥会获得一枚铜牌。